# Michael Joseph O'Rahilly

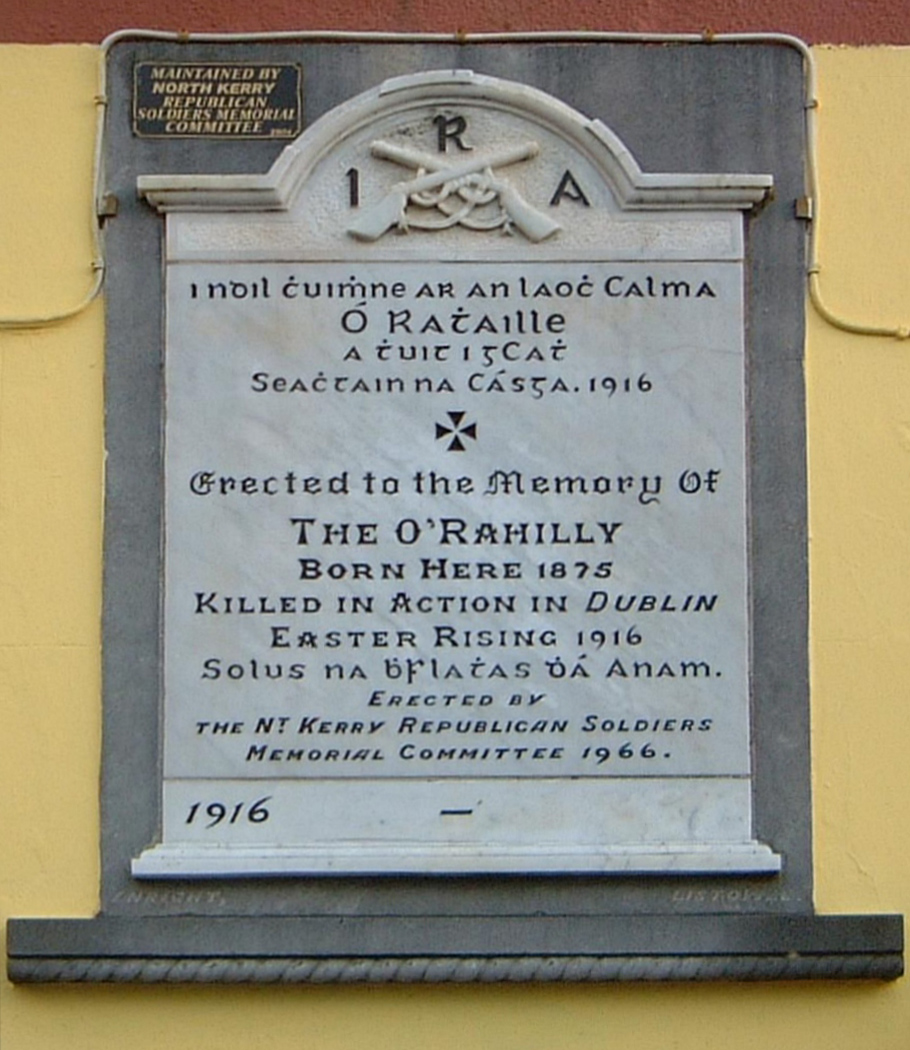
Placa en honor d'O'Rahilly, situada a Ballylongford, comtat de Kerry.

Michael Joseph O'Rahilly (en irlandès Mícheál Seosamh Ó Rathaille o Ua Rathghaille); (Ballylongford, 22 d'abril de 1875 - Dublín, 29 d'abril de 1916), més conegut com a The O'Rahilly (l'O'Rahilly, en català) fou un nacionalista i republicà irlandès. Va ser un dels fundadors dels Voluntaris Irlandess, el 1913, en els quals va servir com a director d'armament. Tot i estar-hi en contra, va participar en l'alçament de Pasqua a Dublín, on va morir en la càrrega contra una metralladora britànica quan cobria la retirada dels rebels de la General Post Office.

## Biografia

### Primers anys
Nascut a Ballylongford, al comtat de Kerry, O'Rahilly va estudiar al Clongowes Wood College (1890-3). Posteriorment, es convertiria en un convençut republicà i entussiaste de la llengua. Es va afegir a la Lliga Gaèlica i es va convertir en membre de la An Coiste Gnotha, el seu cos governatiu. A més, havia viatjat molt, passant com a mínim una dècada als Estats Units d'Amèrica i en altres països d'Europa abans d'establir-se definitivament a Dublín.
O'Rahilly fou també un dels membres fundadors dels Voluntaris Irlandesos, el 1913, organitzats per treballar a favor de la independència d'Irlanda i per resistir-se al Govern Local proposat; va servir com a IV director d'armament. Personalment, O'Rahilly va dirigir el primer armament massiu dels Voluntaris, consistent en el desembarcament de 900 Mausers, en el transcurs del conegut com a episodi Howth gun-running, el 26 de juliol de 1914.
O'Rahilly era un home ric; el Weekly Irish Times va publicar, després de l'alçament de Pasqua, que "gaudia d'uns ingressos privats de £900" anuals, la majoria dels quals va invertir "a la causa que defensava".

### Els Voluntaris Irlandesos
O'Rahilly no estava assabentat dels plans per realitzar l'alçament de Pasqua, ni era membre de la Fermandat Republicana Irlandesa (IRB, per les seves sigles en anglès), però va ser una de les figures principals que va entrenar als Voluntaris Irlandesos per als combats que s'acostaven. Els organitzadors de l'alçament van anar molt amb compte per evitar que, aquells dels Voluntaris que no estaven a favor de prendre l'acció militar de manera no provocada i unilateral, descobrissin que l'alçament era imminent, entre els quals es trobava els principals dirigents dels mateixos Voluntaris, és a dir, Eoin MacNeill, Bulmer Hobson i O'Rahilly. Quan Hobson va descobrir que la insurrecció havia estat planificada, va ser segrestat pels líders del Consell Militar.
Sabedor d'aquest fet, O'Rahilly va anar a l'escola de Patrick Pearse, Scoil Éanna, el Divendres Sant. Va irrompre a l'oficina de Pearse, brandant la seva pistola mentre cridava: "Qualsevol que em segresti haurà de ser un tirador ràpid!". Pearse va calmar a O'Rahilly, assegurant-li que Hobson no havia patit cap mal i que seria alliberat després de l'alçament.
O'Rahilly va rebre instruccions de MacNeill i va passar la nit conduint al llarg del país, informant els líders dels Voluntaris de Cork, Kerry, Tipperary i Limerick que no s'havien de mobilitzar per les maniobres planejades pel Diumenge.

### Alçament de Pasqua
Quan va arribar a casa, va descobrir que l'alçament es produiria l'endemà a Dublín, el Dilluns de Pasqua 24 d'abril de 1916. Tot i els seus esforços per evitar la seva realització (que pensava que només conduiria a una derrota), es va dirigir al Liberty Hall per unir-se a Pearse i James Connolly, així com a les trobes dels Voluntaris i de l'Exèrcit Ciutadà Irlandès. Va arribar-hi amb el seu vehicle De Dion-Bouton, que va provocar una de les cites més conegudes de l'alçament: "Bé, he ajudat a donar corda al rellotge -- També puc ajudar a fer-lo sonar!". Una altra frase famosa, tot i que menys esmentada, fou un comentari que realitzà a Constance Markiewicz: "És una bogeria, però una bogeria gloriosa."
En el transcurs de l'alçament, O'Rahilly va lluitar amb el destacament situat a la General Post Office. Un dels primers presoners britànics empresonats a la GPO va ser el tinent segon AD Chalmers, que fou lligat amb cables de telèfon i tancat a la cabina telefònica per un jove voluntari, el capità i activista de l'IRB Michael Collins. Chalmers, posteriorment, recordaria l'amabilitat que va mostrar O'Rahilly envers ell. En una declaració a un periodista, recordaria que el van fer sortir de la cabina, després de tres hores, per trobar-se amb el mateix O'Rahilly, que va ordenar: "Vull que aquest oficial comprovi que no es toca la caixa forta. Veuràs que no se li fa cap mal."
El divendres 28 d'abril, mentre la GPO cremava, O'Rahilly es va presentar voluntari per dirigir un grup d'homes per la ruta cap a Williams and Woods, una fàbrica situada a Great Britain Street (actualment carrer Parnell). Una metralladora britànica, situada a la intersecció entre els carrers Great Britain i Moore, va abatrel a ell i a diversos dels seus homes. O'Rahilly va amagar-se en un portal del carrer Moore, ferit i sagnant per les seves ferides. Sentint que els britànics marcaven la seva posició, va moure's per la carretera per arribar a Sackville Lane (avui O'Rahilly Parade). Aleshores va ser ferit en diagonal, des de l'espatlla fins a la cintura, per les bales de l'ametralladora.
La majoria de les fontes consideren que O'Rahilly's va morir a la intersecció entre Sackville Lane i Moore Lane; això no obstant, hi ha altres versions. Segons el conductor d'ambulància Albert Mitchell, molt després de la rendició, que va tenir lloc el dissabte a la tarda, 19 hores després d'haver estat ferit greument, O'Rahilly encara era viu. Aquesta afirmació de Mitchell va ser feta 30 anys després dels fets.
Desmond Ryan, a The Rising, manté que "va ser a les 14:30 quan la senyora O'Farrell va arribar al carrer Moore, i quan va creuar un altre cop Sackville Lane, va veure el cos d'O'Rahilly estès a pocs metres d'ella, els seus peus en l'escala de pedra d'una casa, el seu cap en direcció al carrer."

## Memorial

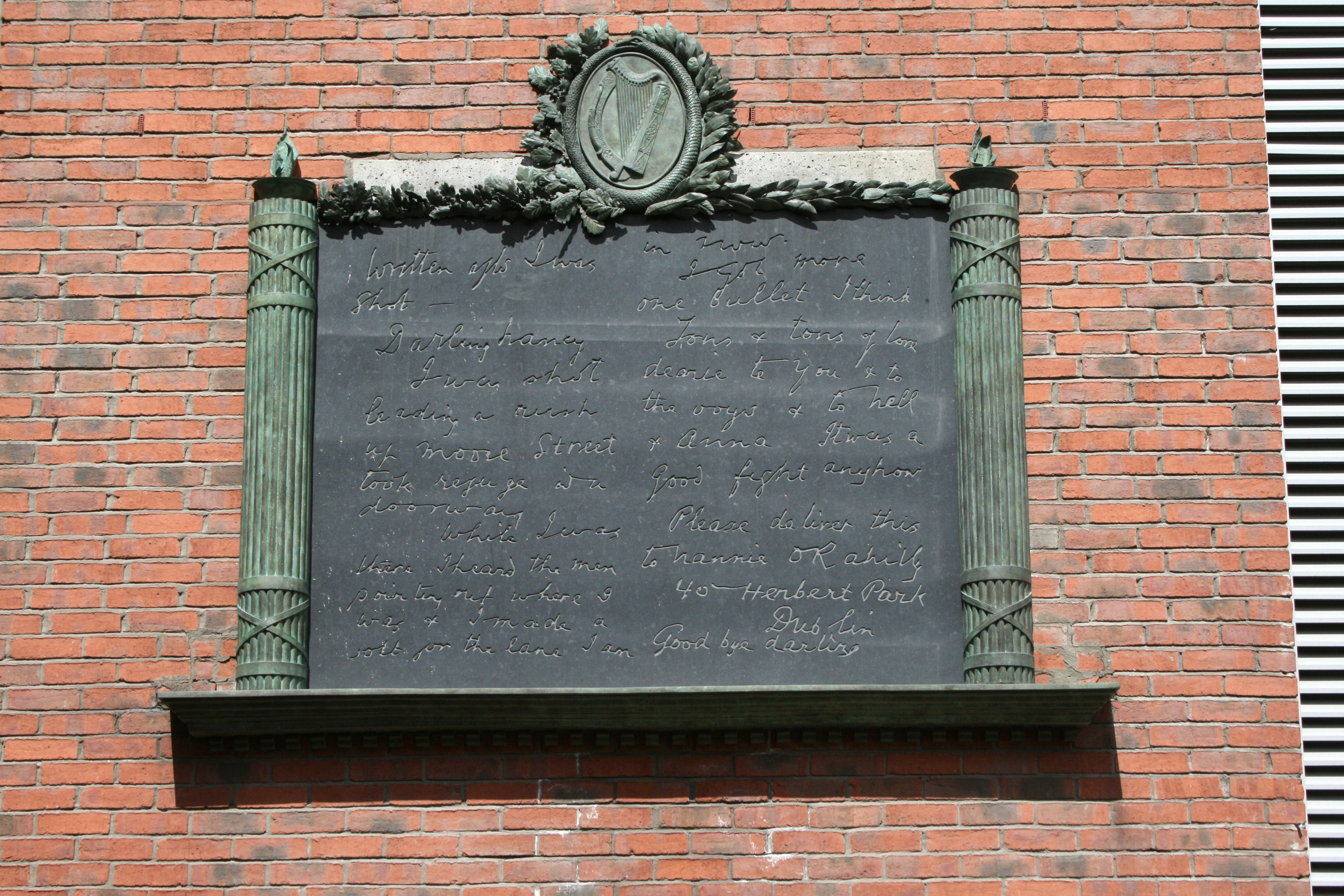
Memorial situat a O'Rahilly Parade, Dublín.

O'Rahilly va escriure un missatge a la seva dona en una carta que havia rebut a la GPO del seu fill. Shane Cullen va escriure aquest darrer missatge a Nannie O'Rahilly en una placa i en una escultura de bronze dedicada a O'Rahilly. El text diu:
| « | ‘Escrit després que fos disparat. Estimada Nancy, vaig ser disparat liderant una sortida pel carrer Moore, prenent refugi en un portal. Mentre era allà vaig sentir com els homes assenyalaven on era i vaig intentar marxar per on soc ara. M'ha impactat mes d'una bala, em sembla. Tones i tones d'amor estimada per tu i pels nens i per en Nell i n'Anna. Ha estat una bona lluita, de totes maneres. Siusplau, entrega això a Nannie O' Rahilly, 40 Herbert Park, Dublín. Adéu amor.’ | » |

## Font del nom
En la tradició gaèlica, els caps dels clans eren anomenats pel nom del clan, precedit per l'article determinat, per exemple, Robert The Bruce (Robert el Bruce). O'Rahilly s'autoanomenava a ell mateix "The O'Rahilly" (L'O'Rahilly). El 1938, el poeta William Butler Yeats va defensar a O'Rahilly en el poema The O'Rahilly.

## Curiositats
El cotxe De Dion-Bouton d'O'Rahilly, que va ser utilitzat per transportar subministraments (probablement incloent armes) en el transcurs de l'alçament de Pasqua, va ser utilitzat ebn una barricada a Prince's Street, on fou cremat.